# Sum (monnaie)
Pour les articles homonymes, voir Sum et Soum.
Le Sum ou Soum (en ouzbek : Soʻm, ce qui veut dire "pur") est la monnaie de l'Ouzbékistan. Son code ISO 4217 est UZS.

## Historique
Le sum a été mis en circulation le 1er juillet 1994 en remplacement du sum-coupon temporaire (au taux de 1:1000) au design simpliste, qui avait lui-même remplacé le rouble soviétique et russe en novembre 1993.
La subdivision (1/100) du sum est tiin (en ouzbek : tiyin). À cause de leur petite valeur, les tiins ne sont pratiquement plus utilisés dans la circulation.
Le taux de change en août 2019 était d'environ 10 000 sums pour 1 euro.

## Quelques exemples de billets
- 1 000 sums : Sur ce billet est représenté le musée des Timourides à Tachkent.

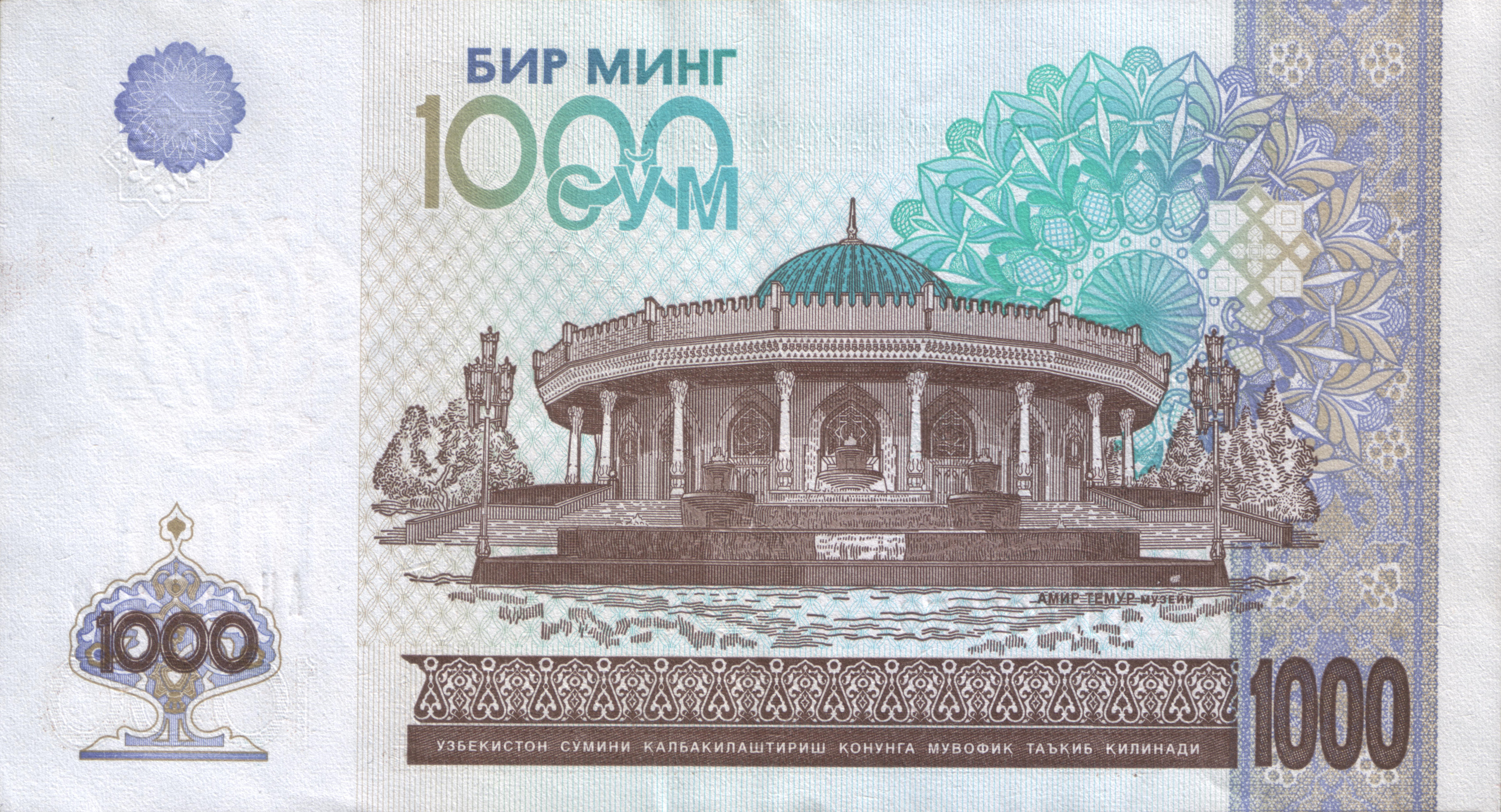
Billet de 1000 sums

- 500 sums : On peut voir sur ce billet la statue d'Émir Timour (Tamerlan) présente dans le square de même nom à Tachkent.

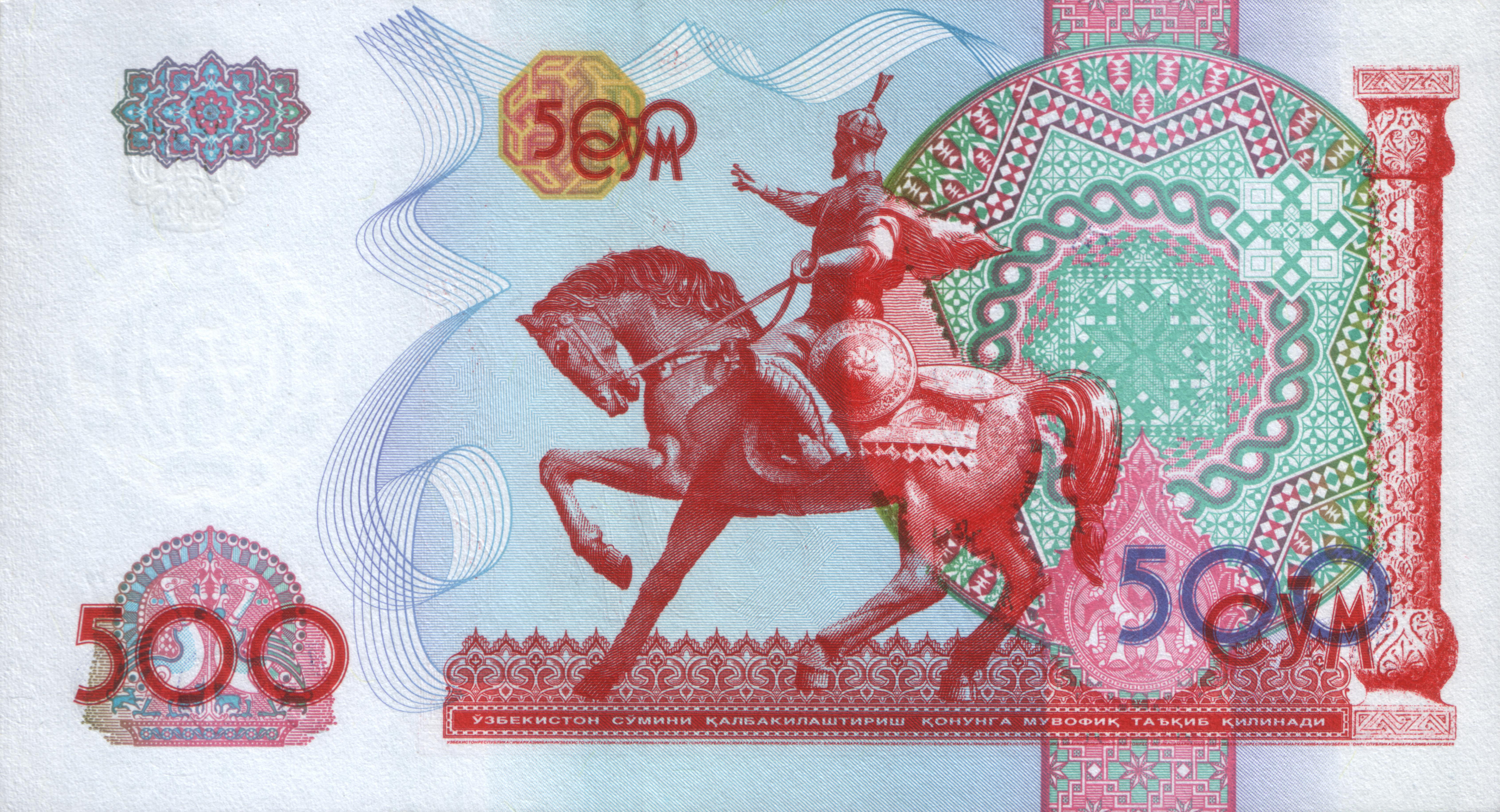
Billet de 500 sums.

- 200 sums : Le fronton de la madrassa Sher-Dor, place du Registan à Samarcande, est représenté sur ce billet.

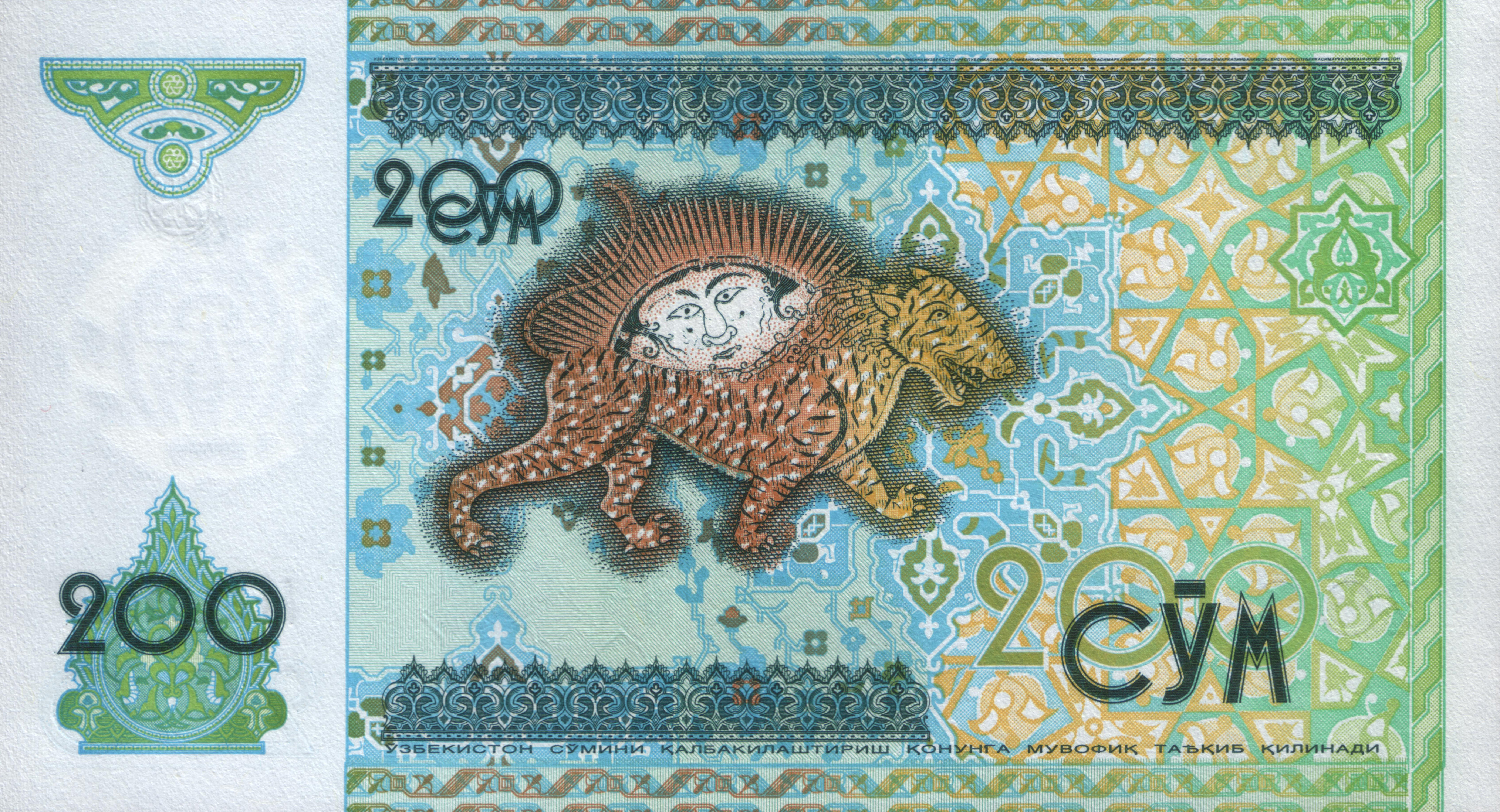
Billet de 200 sums
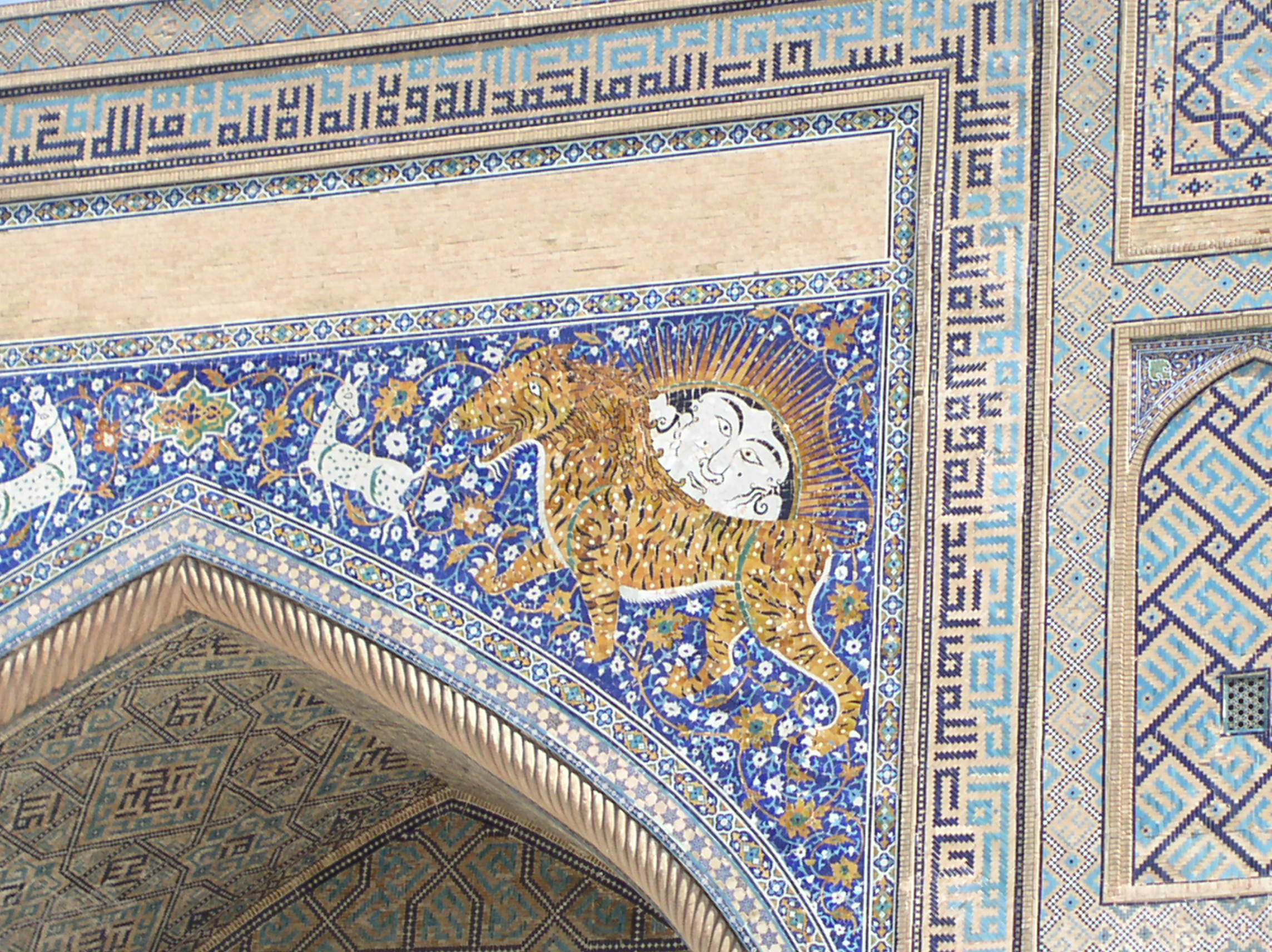
Fronton de la madrassa Sher-Dor.

- 10 sums : Le fronton du mausolée de Gour Emir, à Samarcande, est représenté sur ce billet.

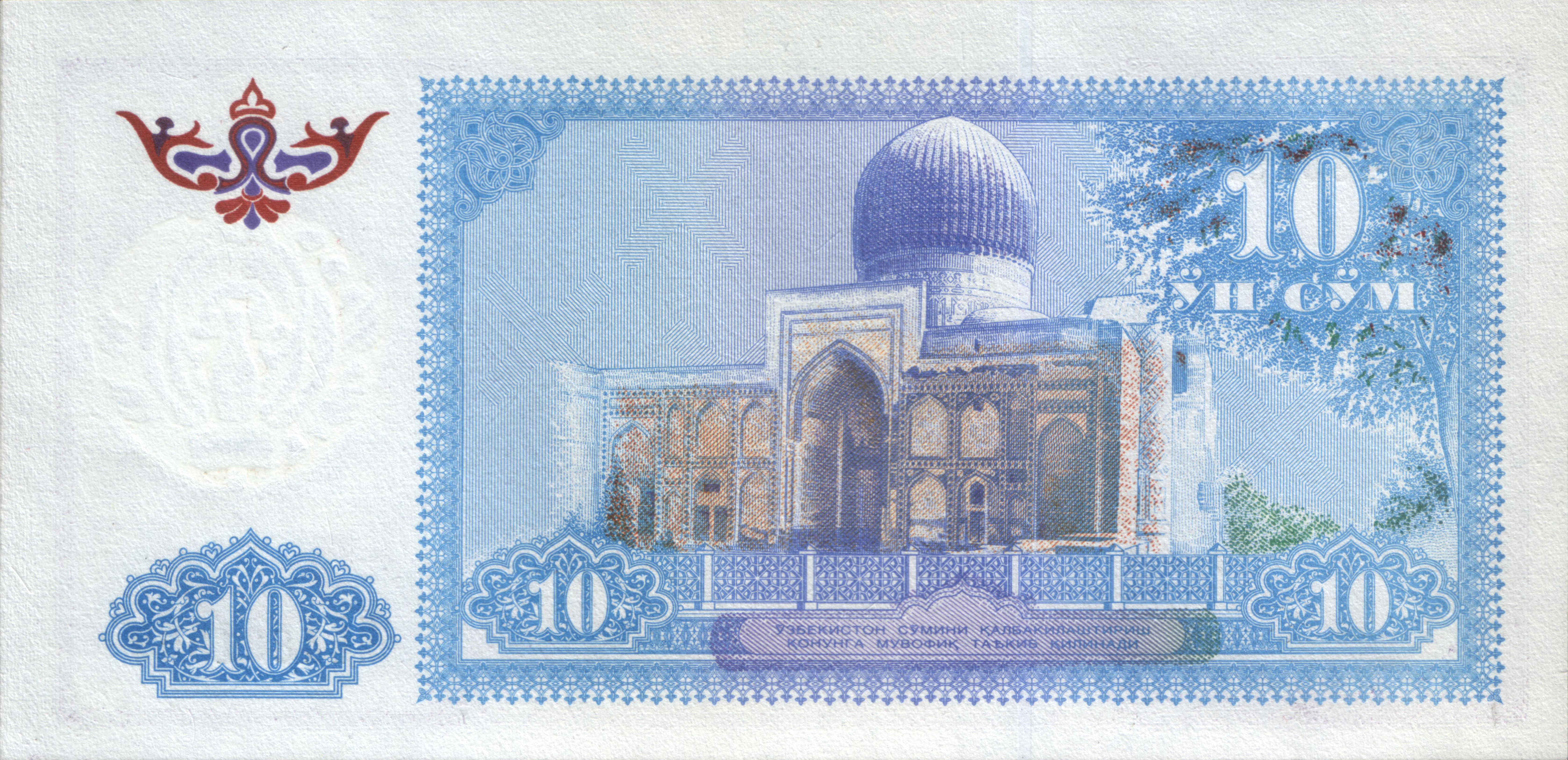
Billet de 10 sums (verso)
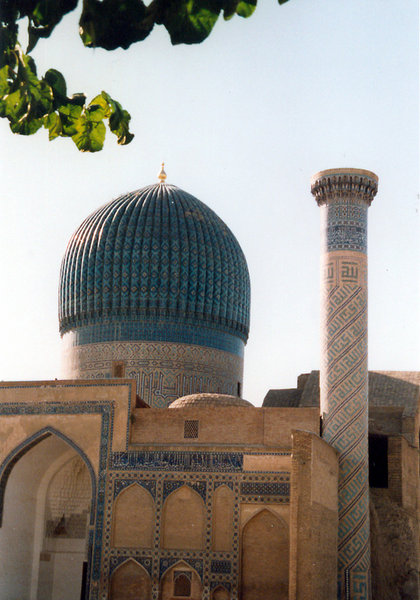
Le Gour Emir, mausolée où repose Tamerlan.